# 普拉托卡尼科
普拉托卡尼科（義大利語：Prato Carnico），是意大利弗留利-威尼斯朱利亚大区乌迪内省的一个市镇。总面积81.48平方公里，人口969人，人口密度11.9人/平方公里（2009年）。ISTAT代码为030081。